# Русский старческий дом
Ру́сский дом (также Ру́сский ста́рческий дом) — дом престарелых, основанный 7 апреля 1927 года в имении Коссонри (фр. Cossonnerie) в Сент-Женевьев-де-Буа. Управляется Ассоциацией Русского дома. Его пансионеры — первые русские эмигранты, впоследствии похороненные на самом крупном русском зарубежном кладбище Сент-Женевьев-де-Буа.

## История
Открытый в 1927 году Русский дом занял купленную на средства мисс Дороти Пэджет загородную усадьбу Коссонри. В 1920—1940-х годах принимал до 250 пенсионеров. Основателем и первым Президентом Ассоциации (1927—1949 годы) была княгиня Вера Кирилловна Мещерская, её потомки до сих пор руководят Русским домом.
В 2010 году правительство Российской Федерации выделило более 700 000 € на ремонт здания, предназначенного для Центра по изучению истории русской эмиграции.
Здания Русского дома XIX и XVIII веков, домовая церковь святителя Николая Чудотворца и часовня для отпеваний взяты под охрану французским государством в 2012 году. Здесь хранятся портреты императоров и трон, находившиеся до признания Францией СССР в здании российского посольства в Париже, занимавшего особняк д’Эстре.
После открытия в 2013 году отделения для больных болезнью Альцгеймера в Русском доме всего живут 80 постояльцев.